# 今里伸一郎
今里 伸一郎（いまさと しんいちろう、1950年または1951年 - ）は、日本の地方公務員。元東京都下水道局長。瑞宝小綬章受章。

## 人物・経歴
1974年 (昭和49年) 東京都庁入庁。茅野養育院総務課長、高齢者施策推進室参事総務課長事務取扱、下水道局業務部長、同総務部長、同局次長を経て2008年7月 下水道局長に就任。就任会見で下水道工事の安全管理について雑司ケ谷幹線再構築工事で起きた死亡事故の再発防止策で、一滴の降雨でも作業を中断すると決めたことについて「中途半端な基準を作るわけにはいかない。」と語った。同月 シンガポール水事業局下水道部のローラン・チャン次長らの視察受け入れ。2009年7月 大都市臨時下水道局長会議の班長として国土交通省の春田謙・事務次官や松井正樹・下水道部長らに要望書を手渡し、大都市が下水道事業を円滑に実施できるよう格段の配慮を求めた。同月15日 退職。

## 栄典
2021年11月 令和3年秋の叙勲で地方行政事務功労により瑞宝小綬章を受章

## 著作
- 「都民の期待に応える下水道事業を目指して--今里伸一郎・下水道局長語る」 (都政研究)[10]